# Angus McBean
Angus John McBean (Newbridge, Caerphilly, 9 juni 1904 - Ipswich (Engeland), 9 juni 1990) was een Britse fotograaf, decorontwerper en cultfiguur verbonden met het surrealisme. 
McBean kreeg voor de Tweede Wereldoorlog bekendheid als fotograaf in de theaterwereld, en werd na de oorlog vaste fotograaf bij beroemde Britse theaters en artiesten. Hij werd tot hoffotograaf van het Engelse theater.
Later droeg bij zijn steentje bij aan de opkomst van de muziekindustrie en leverde verschillende coverfoto's voor onder andere Cliff Richard, en de The Beatles. Zo maakte hij de coverfoto van het 1967-1970 album van The Beatles, een remake van de coverfoto van het eerste album Please Please Me.

## Biografie

### Vroege leven
McBean werd geboren in het stadje Newbridge in Caerphilly county in Zuid-Wales in 1904. Zijn familie leefde al generaties in Wales, maar claimde af te van de Schotse clan MacBean. Zijn vader, Clement Philip James McBean, was landmeter in de mijnen, en het gezin verhuisde regelmatig met zijn werk door Wales. 
McBean zat op de kostschool Monmouth School, en volgde het Newport Technical College. Hier begon hij zich in fotografie te verdiepen. Hij was gefascineerd door de ogenschijnlijk magische eigenschappen van het hele proces, en wilde later in de portretfotografie werken. Hij verkocht het van zijn opa geërfd gouden horloge om een fotografie-uitrusting aan te schaffen.
Op 15-jarige leeftijd nam McBean deel aan de amateur-drama producties in het Lyceum Theater in Monmouth, waar hij betrokken was bij het maken van decor, rekwisieten en kostuums. Later noemde hij deze ervaring het begin van zijn levenslange interesse in verkleden en optreden.

### Vroege werk

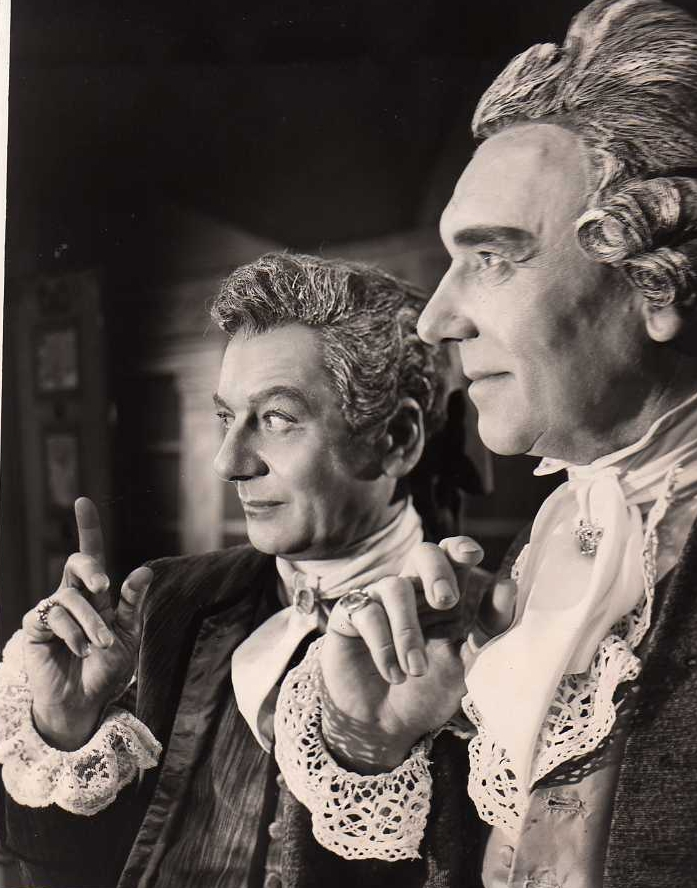
The School for Scandal met John Gielgud door McBean, 1963

In 1925, na de vroege dood van zijn vader, verhuisde McBean met zijn moeder en jongere zus Rowena naar een arbeiderswoning met drie slaapkamers in Londense buitenwijk West Acton. De volgende zeven jaar werkte hij voor het Liberty warenhuis op de antiekafdeling in de restauratie. Hij besteedde zijn vrije tijd met fotografie, het maken van maskers en het bekijken van toneelstukken in het West End-theater. 
In 1932 verliet hij het Liberty warenhuis en liet een baard staan, om te symboliseren dat hij nooit meer als loonslaaf zou werken. Voor de Motley Theatre Design Group vervaardigd hij theatrale rekwisieten. Zo kreeg hij opdrachten om het middeleeuws landschap te bouwen en enige schoenen voor de productie van John Gielgud in 1933 van Richard van Bordeaux.

### Hugh Cecil
De maskers van McBean baarde opzien en werden zelfs besproken in krantenrecensies. Een van zijn bewonderaars van de Hugh Cecil, een toonaangevende fotograaf in het Londense theaterdistrict. De fotograaf bood hem een baan aan als assistent in zijn studio in de New Grafton Street. 
In de fotostudio van Cecil leerde McBean het afdrukken van grote glazen negatieven, en de technieken van het retoucheren. In de avonduren werkte hij zijn eigen fotowerk. In die tijd tijd leerde hij ook het geheimen van Cecil's zachtere stijl van fotografie. Na anderhalf jaar opende hij zijn eigen studio in een kelder in Belgrave Road in het Victoria district in Londen.

### Vooroorlogse fotografie

Portret door Angus McBean.

Voor de oorlog in 1936 kreeg McBean, nog vrijwel alleen bekend als maskermaker, een opdracht van Ivor Novello voor maskers voor zijn toneelstuk " The Happy Hypocrite ." Novello was zo onder de indruk van de romantische foto's van McBean, dat hij hem opdracht gaf foto's van de productie te maken, waaronder de jonge actrice Vivien Leigh. 
De foto's McBean maakte zo'n indruk, dat de bestaande foto's met dit van de lang gevestigde Stage Photo Company werden omgeruild. Zijn nieuwe carrière in de theaterfotografie nam hiermee zijn aanvang. Hij werd ook de vaste fotograaf van Vivien Leigh. Vrijwel alle uitvoeringen tot aan haar dood dertig jaar werden door McBean gefotografeerd.
McBean groeide uit een van de meest toonaangevende voorname portretfotografen van de 20ste eeuw, en stond bekend als fotograaf van beroemdheden. In het voorjaar van 1942 kreeg zijn carrière echter nog een flinke deuk op toen hij in Bath werd gearresteerd voor homoseksueel gedrag. Hij werd veroordeeld tot vier jaar cel en werd vrijgelaten in de herfst van 1944. Na de Tweede Wereldoorlog kon McBean zijn carrière met succes hervatten.

### Na de Tweede Wereldoorlog
Na de oorlog begon er een nieuwe fase in het werk van McBean. Voor de oorlog had hij met veel zelfvertrouwen en succesvol geëxperimenteerd met het surrealisme. Zijn foto's van mensen als Vivien Leigh worden gezien als een van de meest toegankelijke surrealistische fotografische afbeeldingen. Na de oorlog keerde hij terug naar een meer reguliere stijl van portretfotografie in de entertainment- en theaterindustrie

Robert Helpmann, ca. 1945

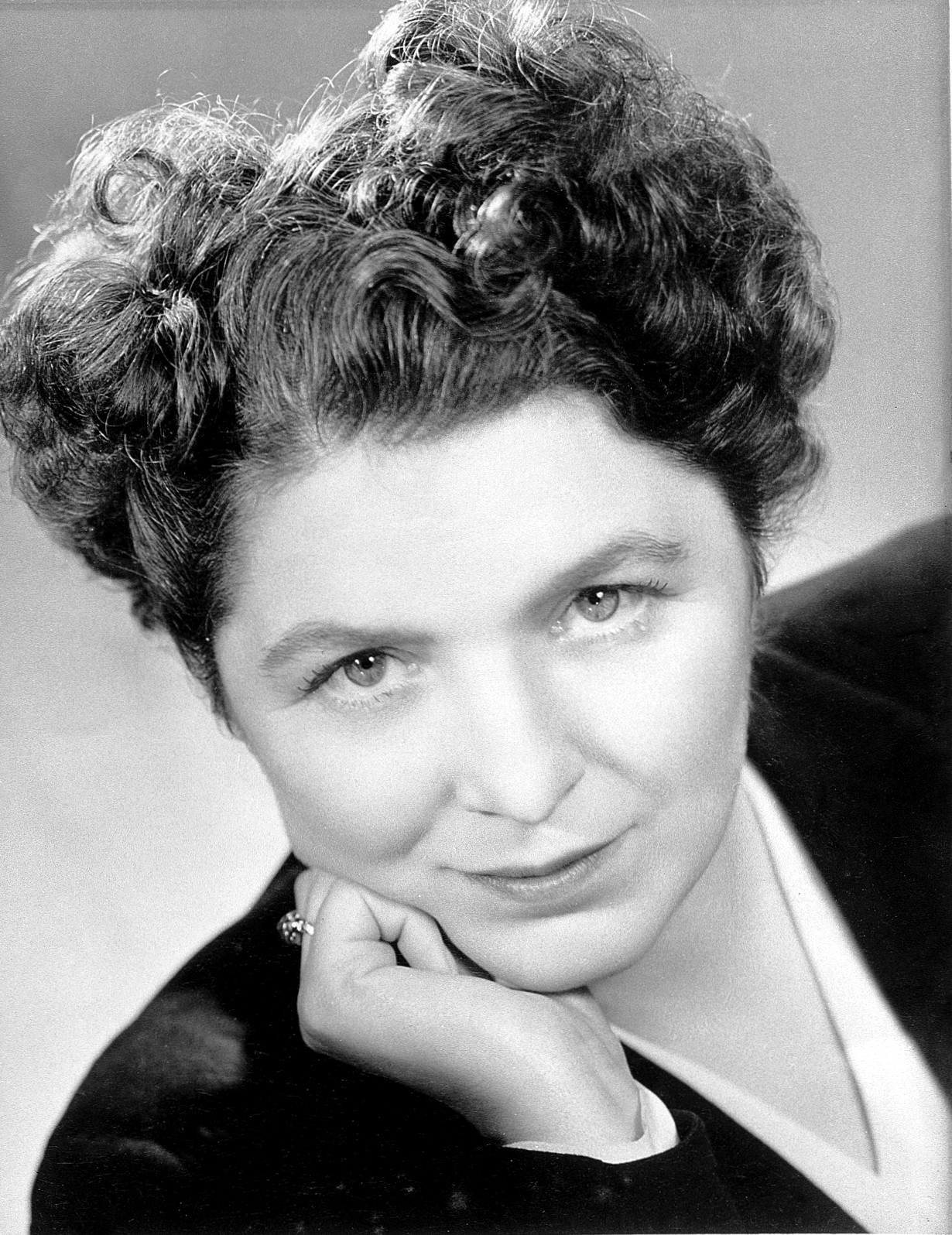
Mary Irene Cathcart, ca. 1945

In 1945 zette McBean in London een nieuwe studio op in een door bommen beschadigd gebouw in Endell Street in Covent Garden. Hij verkocht zijn Soho-camera voor £ 35 en kocht een nieuwe monorailcamera, waaraan hij zijn vertrouwde Zeisslenzen bevestigde. Na een opdracht van het Stratford Memorial Theatre om de memorabele productie van Anthony en Cleopatra te fotograferen, keerde al zijn vroegere klanten weer terug. 
Vanaf eind jaren 1940 werd hij de officiële fotograaf van het Royal Opera House, het Sadler's Wells Theatre, het Glyndebourne landhuis, het Old Vic theater, en bij alle producties van de theaterproducent Harry Tennent. Hij kreeg ook opdrachten van tijdschriften als The Sketch en Tatler and Bystander, die hem opdracht gaven voor een nieuwe serie surrealistische portretten. In dit kader fotografeerde hij in 1952 Pamela Green als Bottuselli's Venus met David Balls vriend als Zephyrus. Later werkte hij ook voor de Franse tijdschriften L'Officiel en French Vogue. 
In de jaren 1950 nam de vraag naar theater- en productiekunst af, en zocht McBean contact met de opkomende platenmaatschappij met bedrijven, zoals EMI. Zo kreeg hij de opdracht voor de eerste vier albumhoezen van Cliff Richard. Voor de The Beatles fotografeerde hij de cover van het eerste album Please Please Me. Meer opdrachten voor andere artiesten volgden. In 1969 keerde hij met de Beatles terug naar dezelfde locatie om de cover te maken voor hun album Get Back. Dit kwam later uit als Let It Be met een andere cover. McBean's foto werd gebruik tvoor de cover van de Beatles '1962-1966 en 1967-1970 compilaties in 1973.
In zijn latere jaren ging McBean selectiever te werk, en bleef zelf het surrealisme onderzoeken. Hij maakte later nog portretfoto's van beroemdheden als Agatha Christie, Audrey Hepburn, Laurence Olivier en Noël Coward. Met name dit werk is sterk in trek bij verzamelaars.

### Geënsceneerde fotografie
Naast portret- en theaterfotografie experimenteerde McBean met geënsceneerde fotografie. Hij wenden hierbij zijn innovatieve fotografische technieken en surrealistische thema's aan, waarvan later ook kerstkaarten zijn gemaakt. Voor deze afbeeldingen construeerde hij uitgebreide sets samen met gedetailleerde rekwisieten en miniaturen. Het kon soms weken in beslag nemen om het gewenste effect te bereiken.
Met zijn geënsceneerde fotografie wordt McBean beschouwd als voorloper van Nederlandse fotografen als Henk Tas, Lydia Schouten en Teun Hoeks. McBean figureerde in een surrealistische zwart-wit videoclip van de song Red Guitar van zanger David Sylvian, geproduceerd door Anton Corbijn.

### Einde carrière en overlijden
In 1990 werd McBean ziek tijdens zijn verblijf in Marokko. Hij leidde daar een teruggetrokken bestaan, en werkte nog weleens aan opdrachten voor Harper's en Vogue. Bij zijn terugkeer in Engeland stierf hij op zijn zesentachtigste verjaardag in het Ipswich Heath Road Hospital.

## Tentoonstellingen, een selectie
- 1987. Vivien Leigh, Royal Festival Hall, Londen.[6]
- 2006. Angus McBean Portraits, National Portrait Gallery, Londen.
- 2007. Graves Art Gallery, Sheffield
- 2007. National Museum Wales Cardiff.